# 庭田朝子
庭田朝子（にわた あさこ、源朝子，1437年—1492年8月13日），室町時代女性。後土御門天皇的典侍，父权大納言庭田長賢（政賢・重賢）。後柏原天皇、尊传入道亲王的生母。後花園天皇生母敷政門院（庭田幸子）是她的叔祖母。院號蒼玉門院。
永享九年（1437年）庭田朝子出生，原称「近衛局」，仕于足利将軍家，当時为親王的後土御門天皇寵愛她，以後柏原天皇为皇儲。甘露寺親長《親長卿記》记载文明五年（1473年）八月五日条，典侍宣下。
延德四年七月二十（1492年8月13日）急逝，死因为中風（《親長卿記》延德4年7月19日条）。後柏原天皇即位後，永正元年（1504年）七月十七日贈皇太后宮之称号。